# حوسبة بصرية
ينبغي عدم الخلط بأجهزة الحاسوب الضوئية، مثل الفأرة الضوئية والمحركات الضوئية مثل الأقراص المضغوطة (سي دي) ومحركات الأقراص دي في دي.
تستخدم أجهزة الحاسوب اليوم حركة الإلكترونات داخل وخارج الترانزستور للعمل منطقيًا. وتهدف الحوسبة البصرية إلى استخدام الفوتونات أو جزيئات الضوء، التي ينتجها الليزر أو الصمامات الثنائية (الديودات)، بدلاً من الإلكترونات. ومقارنةً بالإلكترونات، تمتلك الفوتونات عرض نطاق ترددي أعلى.
تركز معظم المشروعات البحثية على استبدال المكونات الحالية لجهاز الحاسوب بمكونات ضوئية مكافئة؛ مما ينتج عنه جهاز حاسوب رقمي ضوئي يقوم بمعالجة البيانات الثنائية. ويبدو أن هذا النهج يوفر آفاقًا أفضل على المدى القصير للحوسبة الضوئية التجارية، نظرًا لإمكانية دمج المكونات الضوئية إلى أجهزة الحاسوب التقليدية لإنتاج هجين ضوئي (أو) إلكتروني.
ومع ذلك، تفقد الأجهزة الضوئية الإلكترونية 30% من طاقتها التي تحوِّل الإلكترونات إلى فوتونات والعكس. وهذا أيضًا يبطئ من عملية نقل الرسائل. وتستبعد جميع أجهزة الحاسوب الضوئية الحاجة إلى تحويلاتٍ ضوئية-كهربائية-ضوئية (OEO).
ولقد تم تصميم الأجهزة المحددة للتطبيقات، والتي تستخدم مبادئ الحوسبة الضوئية، مثل الروابط الضوئية. ويمكن، على سبيل المثال، استخدام مثل هذه الأجهزة لاكتشاف الأجسام وتتبعها.

## المكونات الضوئية للحاسوب الرقمي الثنائي
تتمثل اللبنة البنيوية الأساسية لأجهزة الحاسوب الإلكترونية الحديثة في الترانزستور(المقحل). ولاستبدال المكونات الإلكترونية بأخرى ضوئية، يتطلب الأمر وجود «ترانزستور ضوئي» مكافئ. ويتحقق ذلك عن طريق استخدام مواد ذات قرينة انكسار غير خطية. وعلى وجه التحديد، توجد المواد حيثما تؤثر شدة الضوء القادم على شدة الضوء المنقول عبر المادة بطريقة مشابهة لاستجابة الجهد الكهربائي للترانزستور الإلكتروني. ويمكن استخدام مثل هذا «الترانزستور الضوئي» لإنشاء بوابات منطقية، والتي بدورها يتم تجميعها في مكوناتٍ ذات مستوى أعلى من وحدة المعالجة المركزية (CPU) الخاصة بالحاسوب . وستكون تلك عبارة عن بلورات غير خطية يتم استخدامها لمعالجة الحزم الضوئية في السيطرة على أخرى.

### نقاط جدلية
هناك خلاف مستمر بين الباحثين فيما يتعلق بالقدرات المستقبلية لأجهزة الحاسوب الضوئية: هل ستكون قادرة على منافسة أجهزة الحاسوب الإلكترونية التي تعتمد على شبه مُوَصِّلات فيما يتعلق بالسرعة واستهلاك الطاقة والتكلفة وعامل الشكل؟ ويلاحظ المعارضون لفكرة أن أجهزة الحاسوب الضوئية يمكنها أن تكون منافِسة أن الأنظمة المنطقية العالمية الحقيقية تتطلب «استعادة منطقية المستوى وتسلسلية ونسبة إخراج وحصر المدخلات والمخرجات»، والتي يتم توفير جميعها حاليًا من خلال الترانزستورات الإلكترونية بتكلفةٍ منخفضة ومقدار طاقة أقل وسرعة عالية. وحتى يكون المنطق الضوئي منافسًا يفوق بعض التطبيقات المتخصصة، فإن الأمر يتطلب حدوث طفرات كبرى في تقنية الأجهزة الضوئية غير الخطية، أو ربما نقلة نوعية في الحوسبة ذاتها.

## الأفكار الخاطئة والتحديات والآفاق
من المزايا المزعومة للبصريات هو أنها يمكن أن تخفض من استهلاك الطاقة، ولكن نظام الاتصال البصري يستخدم عادةً طاقة عبر المسافات القصيرة تكون أكبر من النظام الإلكتروني. وهذا بسبب أن الضوضاء الطلقية لقنوات الاتصال البصرية تكون أكبر من الضوضاء الحرارية للقناة الكهربائية التي تعني، من خلال نظرية المعلومات، أن هناك حاجة للمزيد من طاقة الإشارة لتحقيق نفس الطاقة الاستيعابية من البيانات. ومع ذلك، فإن الخسارة في الخطوط الكهربائية، عبر المسافات الأكثر طولاً وبمعدلات بيانات أكثر كِبرًا، تكون كبيرةً بشكلٍ كافٍ لدرجة أن الاتصالات البصرية ستستخدم مقدارًا من الطاقة أقل نسبيًا. ومع ارتفاع معدلات بيانات الاتصالات، تصبح هذه المسافة أطول، ولذلك فإن احتمال استخدام البصريات في نظم الحوسبة يصبح أكثر من الناحية العملية.[بحاجة لمصدر]
وهناك تحد مهم تجاه الحوسبة الضوئية وهو أن الحساب عبارة عن عملية لا خطية، والتي ينبغي فيها تفاعل الإشارات المتعددة لأداء العمليات الحسابية. ويمكن للضوء وحده، والذي يُعد موجة كهرومغناطيسية، أن يتفاعل فقط مع موجات كهرومغناطيسية أخرى في وجود إلكترونات في المواد، وتُعتبَر قوة هذا التفاعل أكثر ضَعفًا بالنسبة للموجات الكهرومغناطيسية مثل الضوء من الإشارات الإلكترونية في الحاسوب التقليدي. وهذا ينتج عنه عناصر المعالجة للحاسوب الضوئي، وهو ما يتطلب طاقة أكبر وأبعاد أوسع من تلك المتعلقة بالحاسوب الإلكتروني التقليدي الذي يستخدم الترانزستور.[بحاجة لمصدر]

## للاستزادة
- خط زمني للحوسبة الكمومية